# دنيس لي (كاتب)
دنيس لي هو كاتب للأطفال وملحن وكاتب وشاعر كندي، ولد في 31 أغسطس 1939 في تورونتو في كندا.

## وصلات خارجية
- دنيس لي على موقع ميوزك برينز (الإنجليزية)